# 拉法尔 (阿利坎特省)
拉法尔，是西班牙巴伦西亚自治区阿利坎特省的一个市镇。总面积2km2，总人口3414人（2001年），人口密度1707人/km2。